# 백제큰길
백제큰길(Baekjekeun-gil)은 충청남도 부여군 부여읍 저석 교차로와 공주시 우성면 목천 교차로를 잇는 충청남도의 도로이다. 1995년 3월 24일에 착공해 1998년에 완공할 예정이었으나 2002년 11월 24일에 개통했다.
금강 일대에 산재한 백제문화 유적을 관광하기 위해 건설한 도로이며 건설교통부에서 1,200억원의 국비를 들여 건설한 22.5km의 도로이다. 도로를 건설할 때 자전거 하이킹이 가능하도록 폭 2m의 자전거 전용도로도 같이 설치한 것이 특징이다. 2009년 8월 25일 도로명을 고시하면서 도로 연장이 조정되었다.

## 역사
- 1995년 3월 24일: 착공[1]
- 2002년 11월 24일: 개통[2]
- 2009년 8월 25일: 백제큰길로 도로명 고시

## 주요 경유지
충청남도
- 부여군 - 공주시

## 노선
| 이름                                  | 접속 노선                            | 소재지 | 소재지 | 비고                            |
| ------------------------------------- | ------------------------------------ | ------ | ------ | ------------------------------- |
| 저석 교차로                           | 국도 제40호선 (백제문화로) 삼충로    | 부여군 | 부여읍 | 지방도 제651호선 구간           |
| 분강교                                |                                      | 공주시 | 탄천면 | 지방도 제651호선 구간           |
| 견동삼거리                            | 국사봉로                             | 공주시 | 탄천면 | 지방도 제651호선 구간           |
| 대학삼거리                            | 국가지원지방도 제96호선 (효심로)     | 공주시 | 탄천면 | 지방도 제651호선 구간           |
| 대학리교                              |                                      | 공주시 | 탄천면 | 지방도 제651호선 구간           |
| 운봉재                                |                                      | 공주시 | 탄천면 | 지방도 제651호선 구간           |
|                                       | 이인면                               | 공주시 |        | 지방도 제651호선 구간           |
| 운암교 놋점3교 놋점2교 놋점1교 만수교 |                                      | 공주시 |        | 지방도 제651호선 구간           |
| 검성교                                |                                      | 공주시 | 금학동 | 지방도 제651호선 구간           |
| 바우성사거리                          | 검성고개길                           | 공주시 | 금학동 | 지방도 제651호선 구간           |
| 효자교                                |                                      | 공주시 | 금학동 | 지방도 제651호선 구간           |
| 공주보앞                              | 무령로                               | 공주시 | 웅진동 | 지방도 제651호선 구간           |
| 곰나루 교차로                         | 고마나루길                           | 공주시 | 웅진동 | 지방도 제651호선 구간           |
| 웅비탑삼거리                          |                                      | 공주시 | 웅진동 | 지방도 제651호선 구간           |
| 정지산터널                            |                                      | 공주시 | 웅진동 | 지방도 제651호선 구간 연장 130m |
| 백제큰다리                            |                                      | 공주시 | 웅진동 | 지방도 제651호선 구간           |
| 백제큰다리                            | 신관동                               | 공주시 |        | 지방도 제651호선 구간           |
| 생명과학고 교차로                     | 국도 제32호선 (금벽로)               | 공주시 |        | 지방도 제651호선 구간           |
| 공주IC 교차로 (연미지하차도)          | 30호선 서산영덕고속도로 공주나늘목로 | 공주시 |        |                                 |
| 금암교                                |                                      | 공주시 | 우성면 |                                 |
| 목천 교차로                           | 국도 제36호선 (차동로)               | 공주시 | 우성면 |                                 |
| 목천리                                | 내산목천길                           | 공주시 | 우성면 |                                 |
| 목천 교차로                           | 국도 제23호선 (차령로)               | 공주시 | 우성면 |                                 |

## 주요 건물및 시설
- HD현대오일뱅크 (백제큰길 1178/만수리 471)
- SK에너지대길주유소 (백제큰길 1384/검상동 595)
- 공주시립 박찬호야구장 (백제큰길 2425/쌍신동 83-3)